# Xenodendrophila gabrieli
Xenodendrophila gabrieli é uma espécie de aranha pertencente à família Theraphosidae (tarântulas).